# Commodore 1571

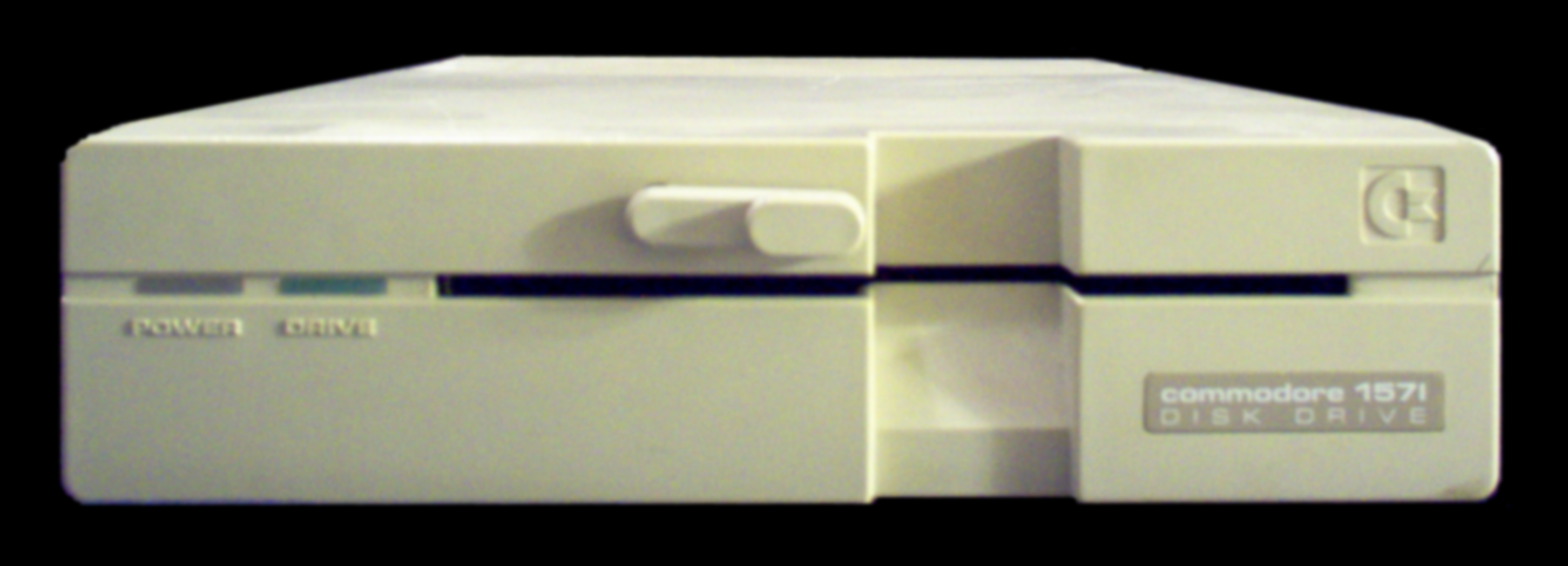
Il Commodore 1571 floppy disk drive

Il Commodore 1571 è un drive per floppy disk prodotto dalla Commodore International per la sua linea di home computer a 8 bit. 
Venne commercializzato nel 1986 insieme al lancio del Commodore 64C, ed era il più avanzato tra i drive per dischi da 5¼ pollici della Commodore, poiché permetteva di utilizzare le due facce del disco senza la necessità di capovolgerlo come invece per i precedenti drive (Commodore 1541 e 1570). Con dei software appositi, poteva leggere e scrivere anche sui dischi formattati con l'MS-DOS, il più famoso dei quali è ritenuto "Big Blue Reader" della SOGWAP.

## Storia
Il 1571 fu progettato in modo da essere esteticamente simile al Commodore 128. Fu annunciato nell'estate del 1985, nello stesso momento in cui il Commodore 128 venne commercializzato e fu disponibile in quantità nell'anno successivo. Raddoppiando la capacità del disco del 1541, un disco formattato con il 1571 può contenere 1.328 blocchi di dati da 256 byte (332 kB). Nonostante ciò, il DOS del 1571 limita il numero dei file a 144, come il 1541.
Inizialmente la Commodore ebbe difficoltà nel soddisfare la domanda del 1571. La scarsa disponibilità e l'alto prezzo del drive (circa 300 dollari) fu un'opportunità per i produttori di cloni. Due cloni del 1571, uno della Oceanic e l'altro della Blue Chip, comparvero sul mercato, ma le azioni legali della Commodore li misero rapidamente fuori produzione.
Commodore annunciò una versione del 1571 a doppio drive, che si doveva chiamare 1572, ma il progetto fu annullato, a causa delle difficoltà con il DOS del 1572.

## Descrizione e funzionamento
Come il Commodore 1570, il 1571 fornisce un metodo di trasferimento dei dati burst se usato con il Commodore 128, offrendo prestazioni migliori del 1541. Il 1571 può emulare il 1541 per garantire la compatibilità con i software di protezione della copia e i programmi che usano routine di caricamento proprietarie. Se usato con un Commodore 64, il 1571 attiva automaticamente la modalità 1541; per disattivarla occorre utilizzare un comando DOS apposito. Altre novità furono la presenza di un alimentatore integrato e maggiore integrazione dei circuiti, per ridurre i costi, nonché un sistema di rilevamento della traccia zero del floppy disk che lo rendeva immune dal problema del disallineamento della testina presente invece nel Commodore 1541.
Il 1571 è più silenzioso del 1541, e scalda meno anche se ha l'alimentatore integrato (i successivi drive Commodore, come il 1541-II e il 1581, avranno l'alimentatore esterno). Il sistema operativo del 1571 è il CBM DOS V3.0 1571, un miglioramento di quello del 1541, che era alla versione 2.6.
Al contrario del 1541, che supporta solo dischi in formato GCR, il 1571 supporta sia GCR che MFM. Un C128 nel modo CP/M equipaggiato con un 1571 può leggere e scrivere dischi di molti computer CP/M, precisamente nei seguenti formati:
- IBM PC CP/M-86
- Osborne 1
- Epson QX10
- Kaypro II, IV

L'accesso ai dischi CP/M-86 e DOS può essere usato solo per scambio dati o lettura/scrittura di documenti, non per eseguire eventuali programmi ivi contenuti, visto che il processore che il C128 usa per il CP/M è uno Z80, incompatibile con il codice scritto per 8086